# 野田屋太兵衛
野田屋 太兵衛（のだや たへえ、生没年不詳）とは明治時代の東京の地本問屋。

## 来歴
明治時代に東京の京橋銀座3丁目において地本問屋を営業している。2代目立祥、歌川芳虎、勉水の錦絵を出版している。

## 作品
- 2代目立祥 「東京九段坂上招魂社之図」 大判3枚続 錦絵 明治4年（1871年）
- 歌川芳虎 「東海道五十三次之内 戸塚」 大判 錦絵 明治4年
- 勉水 「東京両国之図」 大判3枚続 錦絵 明治4年‐明治5年（1872年）ころ 郵政博物館所蔵